# Pfarrkirche Kobenz

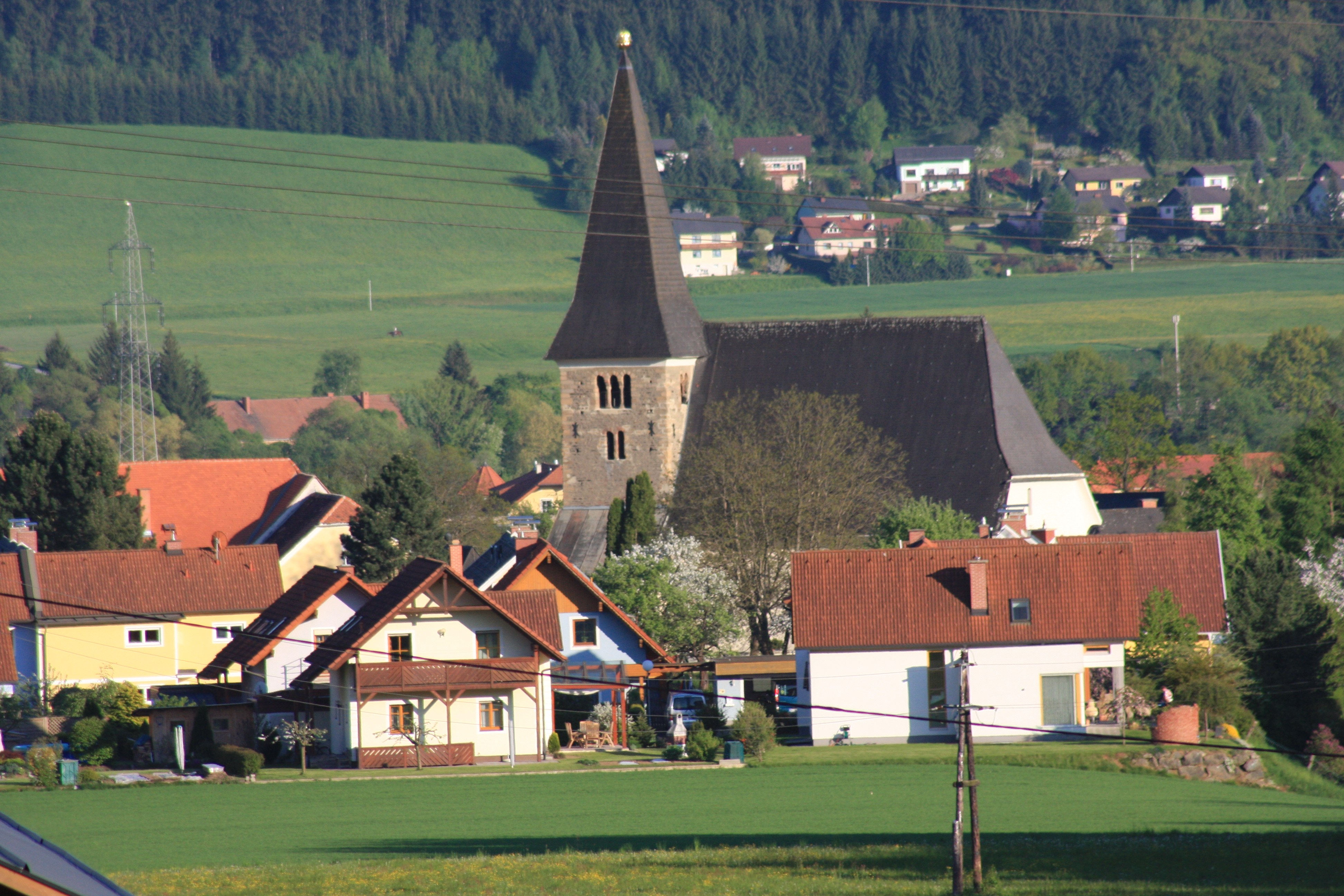
Katholische Pfarrkirche hl. Rupert in Kobenz

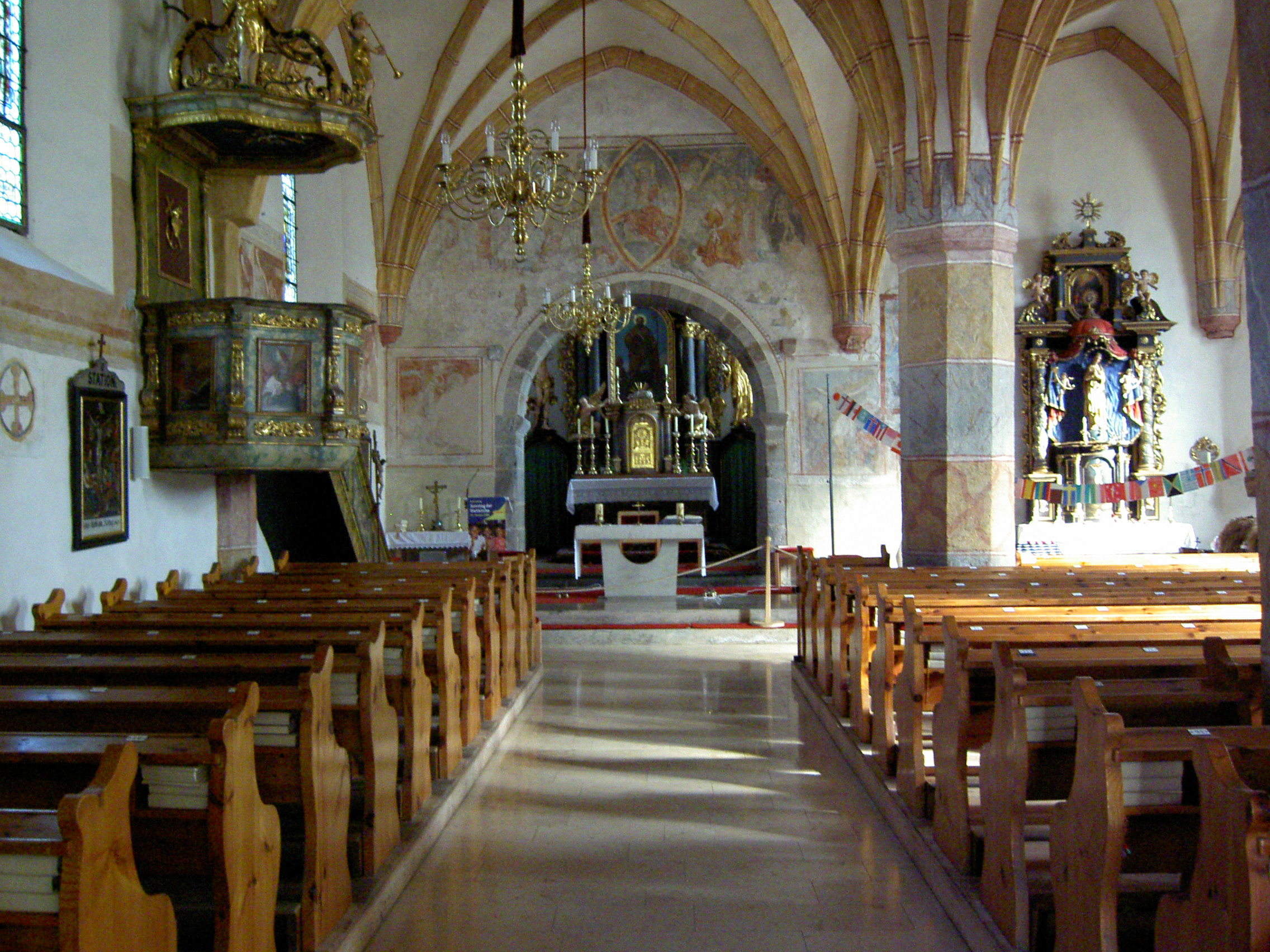
Im zweischiffigen Langhaus zum Chor

Die Pfarrkirche Kobenz steht in der Marktstraße in der Gemeinde Kobenz im Bezirk Murtal in der Steiermark. Die dem Heiligen Rupert von Salzburg geweihte römisch-katholische Pfarrkirche gehört zum Dekanat Knittelfeld in der Diözese Graz-Seckau. Die Kirche und der Kirchhof stehen unter Denkmalschutz (Listeneintrag). 

## Geschichte
Im Jahre 860 (?) wurde die Kirche erstmals urkundlich genannt und gehört zu den ältesten Kirchen in der Steiermark. 1147 wurde eine Kirche urkundlich genannt. Man kann davon ausgehen, dass die Kirche vorerst aus Holz gebaut wurde. Nach der Übergabe an die Pfarre Seckau wird die Kirche 1158 aus Stein gebaut. Die Pfarrkirche ist bemerkenswerterweise älter als die nahegelegene Abtei Seckau und wurde 1151 inkorporiert aber 1782 wieder herausgelöst. 1803, 1955, 1961 und 1998 waren Restaurierungen, bei letzterer wurden bedeutende Fresken aus dem 15. und 16. Jahrhundert freigelegt.

## Architektur
Vom romanischen Kirchenbau ist der Chorquadratturm und die nördliche Langhauswand erhalten. Die spätgotische zweischiffige dreijochige Langhaushalle entstand im Ende des 15. Jahrhunderts unter einem Sternrippengewölbe auf Achteckpfeilern und Konsolen auf Achteckdiensten, im Ostjoch gibt es zwei runde Schlusssteine mit Reliefs Taube und Kopf. Die Südostecke des Langhauses ist abgeschrägt mit einem gotischen Spitzbogenfenster in der Schrägfläche, in der Südwand ist ein weiteres zweibahniges gotisches Maßwerkfenster erhalten, alle anderen Fenster sind barockisiert. Die figurale Fensterglasungen entstanden von 1912 bis 1914 durch die Tiroler Glasmalerei. Die Westempore steht auf einer Stichkappentonne und zeigt an der Stirnwand Stuck und die Jahresangabe 1641.
Die Ostfassade zeigt sich mit einem vermauerten Rundfenster mit Fischblasenmaßwerk mit zwei kleinen Rundfenstern daneben. Das Westportal ist kielbogig profiliert, das spitzbogige Südportal ist einfach gestaltet, die Türen haben gotisches Beschläge. Die Portalvorbauten sind barock. Die nördlich am Chor angebaute zweijochige Sakristei ist gotisch mit Kreuzrippengewölben auf Konsolen mit runden Schlusssteinen und wurde 1961 restauriert.
Im Osten des Nordschiffes schließt hinter einem quadergemauerten rundbogigen Fronbogen das romanische Chorquadrat unter einem Kreuzgratgewölbe mit einer Kreissegmentapsis im Osten an. Die Apsis schneidet nur in die Mauer und zeigt sich außen nur durch ein kleines schmales romanisches Rundbogenfenster. Am Fronbogen zeigt sich ein gotisches Fresko Jüngstes Gericht um 1430, freigelegt 1955.
Über dem Chorquadrat steht aus Stein gemauert der Kirchturm mit rundbogigen Dreifachschallfenstern mit Säulen mit Würfelkapitellen und Kämpfer und darunter Doppelrundbogenfenster und in den unteren Geschoßen einfach Lichtschlitze. Der Turm trägt einen Spitzhelm.

## Ausstattung
Der Hochaltar mit Umgangsportalen um 1700 trägt die Statuen Sebastian und Leonhard und zeigt das Hochaltarbild hl. Rupert aus 1852, bei einer Renovierung übermalt.
Der gotische Taufstein ist zwölfseitig und oben rund.
Die Orgel entstand 1961. Eine Glocke wurde 1855 gegossen.